# NGC 5949
NGC 5949 (również PGC 55165 lub UGC 9866) – galaktyka spiralna (Sbc), znajdująca się w gwiazdozbiorze Smoka w odległości około 41 milionów lat świetlnych od Ziemi. Odkrył ją William Herschel 28 listopada 1801 roku.